# 中国の壺
『中国の壺』（ちゅうごくのつぼ）は川原泉の漫画作品。1988年、白泉社の少女漫画雑誌「花とゆめ」の19、21、23号に連載された。

## ストーリー
高校生の安曇志姫は亡くなる前の父から、先祖代々伝わる中国の古い壺を渡された。そこには1300年前から中国人、趙 飛竜が住み着いていた。
母親の再婚で仁科家に同居することになった志姫は、ある日の夜、義兄・巧が女装して庭を徘徊しているのを目撃してしまう。ストレスからくる無意識の行動であることを巧から聞いた志姫は、その行動に理解を示し、巧のストレス発散に協力する。
巧のストレスの原因となっていた父（志姫にとっては義父）だったが、飛竜の誘導工作で志姫、志姫の母、巧の真実の姿を垣間見て、自分の認識が一面的なものであったことと己の行動を鑑みて反省。仁科家の雰囲気は格段に良くなっていった。
そんなある日、新しく仁科の家に雇われた粗忽者の家政婦・泉田瓦が壺を割ってしまう。同じ頃、宝珠を落したため神仙界に帰れずに衰弱していた翁竜が仁科家の庭に落ちてくる。翁竜によれば、飛竜も半ば神仙界の住人の体質になっており、定期的に神仙界へ戻らず、人間の住む下界に居続けると同じように衰弱して消滅してしまうという。
日を追うごとに衰弱が進む翁竜と、休息の場であった壺を失ったため、消滅へのカウントダウンが始まった飛龍。そして志姫は翁竜から聞いた話で、宝珠をそれとは知らずに拾っていたことを思い出し、持ち主に返す。力を取り戻した翁竜は二人への礼として願いを三つ叶えると、飛竜を伴い神仙界へ去って行った。
そして後日。飛竜がいない寂しさを分かち合う二人の前に、突如、神仙界のボンドで修復され強度の上がった壺を抱えた飛竜が現れる。

## 登場人物
安曇 志姫（あずみ しき）
高校3年生の少女。学校の成績はいまいちだが家の手伝いを良くするけなげな娘。仁科家に来てからは庭いじりが趣味となった。亡父から壺を受け継ぎ、趙飛竜に見守られる。
仁科 巧（にしな たくみ）
仁科家の後継者で父親の会社に勤めている。長期のアメリカ出張中に蓄積したストレスを発散させるため女装癖を身に着ける。
帰国後も、父親や会社からプレッシャーをかけられると深夜に女装して夢遊病者のように徘徊しており、それを志姫に見られてしまう。元から大らかな志姫は女装癖を咎めることもなく、理解し、夜中に庭を徘徊する巧の手を引いて散歩することになった。
志姫とバイオリズムが同じなので飛竜の姿が見える。
趙 飛竜（ちょう ひりゅう：中国式には Zhao Fei-long：チァオ フェイルゥォン）
もと唐の中央官僚。翁竜に仙術をかけられて以来、壺の中に住みついて安曇家代々の当主を見守っている。本当に見守るだけの人。中国から黄砂と共に日本へやってきた。
志姫を含む代々の安曇家当主と同じバイオリズムの人にしか姿は見えない。志姫の母にも見えない。それをいいことに、無意識に家族にプレッシャーをかける仁科の父に、家族の実情（誰もいない時に「成績優秀だった巧を見習え」と口をすっぱくして娘に繰り返す妻、プレッシャーにつぶされかけ、夜に女装した上で夢遊病者のようになる息子と、それを支える義妹の間の絆）を見るようメモを落して誘導した。
安曇 羽鳥（あずみのはとり）
志姫の先祖。日本に妻子を残し、遣唐船で留学生として唐に渡る。飛竜に懐いていたが、雨の中、彼を待ち続けたことが原因で命を落とした。彼が買った壺に趙飛竜が住みつくことになる。
翁竜（ウォンロン）
神仙界の守護神。竜の中の竜。趙飛竜の「穴があったら入りたい」という願いをかなえ、壺の中に住みつかせる。ジェット機に驚き、竜の宝珠を落としてしまう。
母ちゃん（かあちゃん）
志姫の実母。巧の継母。フリーで秘書兼通訳として働いていた。仁科社長の目に留まり再婚。結構気が強い性格だが普段は猫をかぶっている。
仁科の家の父ちゃん（にしなのいえのとうちゃん）
志姫の母と再婚したことで志姫の継父となる。巧の実父。会社社長。家族に対して横柄な態度をとっていたが飛竜が目の前に落としていったメモ書きに従って、志姫、巧、志姫の母の真実の姿を知った後は、多少温厚になる。
安曇の家の父ちゃん（あずみのいえのとうちゃん）
志姫の実父。故人。二年の闘病後、他界。志姫に壺を渡す。
泉田 瓦（いずみだ かわら）
仁科家に新しく来たお手伝いさん。よく物を壊し、志姫の母から壊した物は給料から弁償ということになる。掃除中に趙飛竜の住む壺を壊し、古風で（実際に古いのだが）それっぽい壺の値段を想像した挙句に逃げる。モデルは作者。

## 重要アイテム
壺
アラベスク模様の唐三彩。羽鳥が西の市で買う。
翁竜が趙飛竜の願いをかなえたことにより下界と神仙界を結ぶ接点となる。